# Régional du Val-de-Travers
| Bahnhof Fleurier |                                                            |                                       |                                       |
| Streckennummer (BAV): | 221 (Travers–Fleurier–Buttes) 222 (Fleurier–Saint-Sulpice) |                                       |                                       |
| Fahrplanfeld: | 221                                                        |                                       |                                       |
| Streckenlänge: | 13,59 km                                                   |                                       |                                       |
| Spurweite: | 1435 mm (Normalspur)                                       |                                       |                                       |
| Stromsystem: | 15 kV 16,7 Hz ~                                            |                                       |                                       |
| Maximale Neigung: | 15 ‰                                                       |                                       |                                       |
| |                                                            |                                       |                                       |
| Travers–Buttes/–St-Sulpice |                                                            |                                       |                                       |
| \| \| \| SBB von Neuchâtel R21 \| \| \| \| 0,00 \| Travers \| 749 m ü. M. \| \| \| \| SBB nach Pontarlier \| \| \| \| 2,24 \| La Presta Mines d'asphalte \| 730 m ü. M. \| \| \| 4,02 \| Couvet \| 735 m ü. M. \| \| \| 6,42 \| Môtiers \| 735 m ü. M. \| \| \| 8,85 \| Fleurier \| 741 m ü. M. \| \| \| \| Depot und Werkstätte \| \| \| \| \| Personenverkehr seit 1973 eingestellt \| \| \| \| 10,46 \| St-Sulpice NE \| 750 m ü. M. \| \| \| \| Depot des Vapeur Val-de-Travers (VVT) \| \| \| \| 11,98 \| Buttes Endpunkt R21 \| 770 m ü. M. \| |                                                            |                                       |                                       |
| Strecke |                                                            | SBB von Neuchâtel R21                 | SBB von Neuchâtel R21                 |
| Bahnhof | 0,00                                                       | Travers                               | 749 m ü. M.                           |
| Abzweig geradeaus und nach rechts |                                                            | SBB nach Pontarlier                   | SBB nach Pontarlier                   |
| Haltepunkt / Haltestelle | 2,24                                                       | La Presta Mines d'asphalte            | 730 m ü. M.                           |
| Haltepunkt / Haltestelle | 4,02                                                       | Couvet                                | 735 m ü. M.                           |
| Haltepunkt / Haltestelle | 6,42                                                       | Môtiers                               | 735 m ü. M.                           |
| Bahnhof | 8,85                                                       | Fleurier                              | 741 m ü. M.                           |
| Strecke |                                                            | Depot und Werkstätte                  | Depot und Werkstätte                  |
| Verschwenkung von links (Strecke außer Betrieb) · Verschwenkung von rechts |                                                            | Personenverkehr seit 1973 eingestellt | Personenverkehr seit 1973 eingestellt |
| Bahnhof (Strecke außer Betrieb) · Strecke | 10,46                                                      | St-Sulpice NE                         | 750 m ü. M.                           |
| Strecke |                                                            | Depot des Vapeur Val-de-Travers (VVT) | Depot des Vapeur Val-de-Travers (VVT) |
| Kopfbahnhof Streckenende | 11,98                                                      | Buttes Endpunkt R21                   | 770 m ü. M.                           |

Die Régional du Val-de-Travers, kurz RVT, offiziell Compagnie du Chemin de fer régional du Val-de-Travers, war eine Bahngesellschaft im Kanton Neuenburg in der Schweiz, welche die knapp 14 km lange Y-förmige RVT-Strecke von Travers über Fleurier nach St-Sulpice respektive nach Buttes betrieb. Sie fusionierte 1999 mit den Chemins de fer des Montagnes Neuchâteloises (CMN) und den Transports du Val-de-Ruz (VR) zu den Transports Régionaux Neuchâtelois (TRN).

## Geschichte
Die «Compagnie du Chemin de fer régional du Val-de-Travers» mit Sitz in Fleurier wurde 1881 gegründet, mit dem Ziel, die Ortschaften im Val de Travers durch eine Eisenbahnstrecke zu erschliessen.
Zwar hatte die «Compagnie Franco-Suisse» bereits am 25. Juli 1860 eine Eisenbahnstrecke durch das Val-de-Travers eröffnet, allerdings führt diese ins höhergelegene Vallon des Verrières und weiter nach Pontarlier. Um die dafür notwendige Höhe zu erreichen, wurde die Bahnstrecke ab Travers in Hanglage erstellt, weit abseits der Siedlungen im Talboden.
Der «Régional du Val-de-Travers» wurde daher parallel zur «Franco-Suisse» gebaut und übernahm im Talboden ab Travers die lokale Erschliessung.
Am 24. September 1883 wurde die Bahnstrecke Travers–Fleurier (der Sitz der damaligen Gesellschaft und Standort der Depotanlage)–St-Sulpice eröffnet. Am 11. September 1886 folgte die Eröffnung der Bahnstrecke Fleurier–Buttes. Dieser Streckenabschnitt ermöglichte den Anschluss des Asphaltbergwerks La Presta ans Schienennetz, was den Export von Asphalt erleichterte und das Bergwerk zu einem der bedeutendsten Asphalthersteller der Welt machte.
Während die Franco-Suisse schon zur Zeit der Gründung der RVT aufgrund von Fusionen ihren zweiten Namenswechsel hinter sich hatte und im Mai 1903 als Jura-Simplon-Bahn (JS) zu den Schweizerischen Bundesbahnen (SBB) verstaatlicht wurde, blieb die RVT davon unberührt.
Die Kohleknappheit während des Zweiten Weltkriegs führte in der Schweiz zur praktisch vollständigen Elektrifikation des Eisenbahnnetzes; der Bahnhof von Travers ist als Teil der Strecke (Neuchâtel–)Auvernier–Les Verrières seit dem 22. November 1942 unter Strom. Die RVT übernahm das Stromsystem der SBB (15 kV 16 ⅔ Hz) und nahm am 4. Mai 1944 den elektrischen Betrieb auf ihrer Strecke auf. Den endgültigen Schritt zur elektrischen Traktion bei der RVT markierte 1951 der Abbruch der letzten eigenen Dampflokomotive.
Auf Basis des sogenannten «Privatbahnhilfegesetzes» konnte um 1965 das Rollmaterial erneuert werden. Aus dem vom Eidgenössischen Amt für Verkehr (EAV) und von der Schweizer Rollmaterialindustrie erarbeiteten Konzept für standardisierte Rollmaterialtypen beschaffte die RVT einen sogenannten «EAV-Triebwagen» (103), drei passende Steuerwagen (201–203) und zwei Einheitswagen I (301–302), die das Bilden von Pendelzügen ermöglichten.
Der Personenverkehr auf dem gut 1,6 Kilometer langen Teilstück Fleurier–St-Sulpice wurde am 2. Juni 1973 endgültig stillgelegt und durch einen Bus ersetzt; seither bildet die einstige Zweigstrecke nach Buttes den Endpunkt der Hauptlinie der RVT. Die Strecke nach St-Sulpice, wo eine Remise der RVT stand, blieb formal für den Güterverkehr und Dienstfahrten bestehen. 2001 wurde dann die Fahrleitung abgebaut.
Der stillgelegte Streckenabschnitt wurde zum 100-Jahr-Jubiläum 1983 durch Nostalgiefahrten wiederbelebt und erhielt 1984 mit der Gründung des Dampfbahnvereins Vapeur Val-de-Travers (VVT) einen neuen Nutzen. Der VVT unterhält inzwischen das Depot am Streckenende in St-Sulpice und nutzt die Strecke für Dampffahrten. 2012 wurde dann auch die Konzession für den Streckenabschnitt Fleurier–St-Sulpice auf die Vapeur Val-de-Travers übertragen.
Parallel zum ab 1980 schrittweise eingeführten Taktfahrplan wurden zwei neue Triebwagen beschafft, die denjenigen der neuen BLS-Pendelzüge entsprachen und aus Kostengründen von diversen Privatbahnen jeweils in Bestellpools beschafft wurden. Die beiden 1983 gelieferten «Privatbahn-NPZ» (104–105) mit zwei Führerständen ersetzten den EAV-Triebwagen 103 von 1965, der an die Martigny-Orsières-Bahn (MO) verkauft wurde; die EAV-Steuerwagen 202–203 wurden hingegen mit den neuen Triebwagen weiterverwendet.
Zwischen 1985 und 1991 wurde weiteres Rollmaterial beschafft, darunter zwei neuere «Privatbahn-NPZ» (106–107) mit nur einem Führerstand, drei dazu passende Steuerwagen (204–206) und vier neue Zwischenwagen (304–307). Der RABDe 104 wurde dafür an die Chemins de fer fribourgeois Gruyère–Fribourg–Morat (GFM) verkauft. Die BLS verkaufte 1991 ihre drei ABDe 4/8 741–743 an die Oensingen-Balsthal-Bahn (OeBB), welche den 743 wiederum 1994 an die RVT verkaufte, wo er nach neuem Nummernschema die Nummer 313 erhielt.
1999 fusionierte die RVT mit benachbarten Betrieben, an denen ebenfalls der Kanton Neuenburg namhafte Beteiligungen hielt – die Bahngesellschaft Chemins de fer des Montagnes Neuchâteloises (CMN) und der Busbetrieb «Compagnie des Transports du Val-de-Ruz» (VR), ehemals Überlandstrassenbahn Régional du Val-de-Ruz (VR) – zu den Transports Régionaux Neuchâtelois (TRN).

## Fahrzeugpark

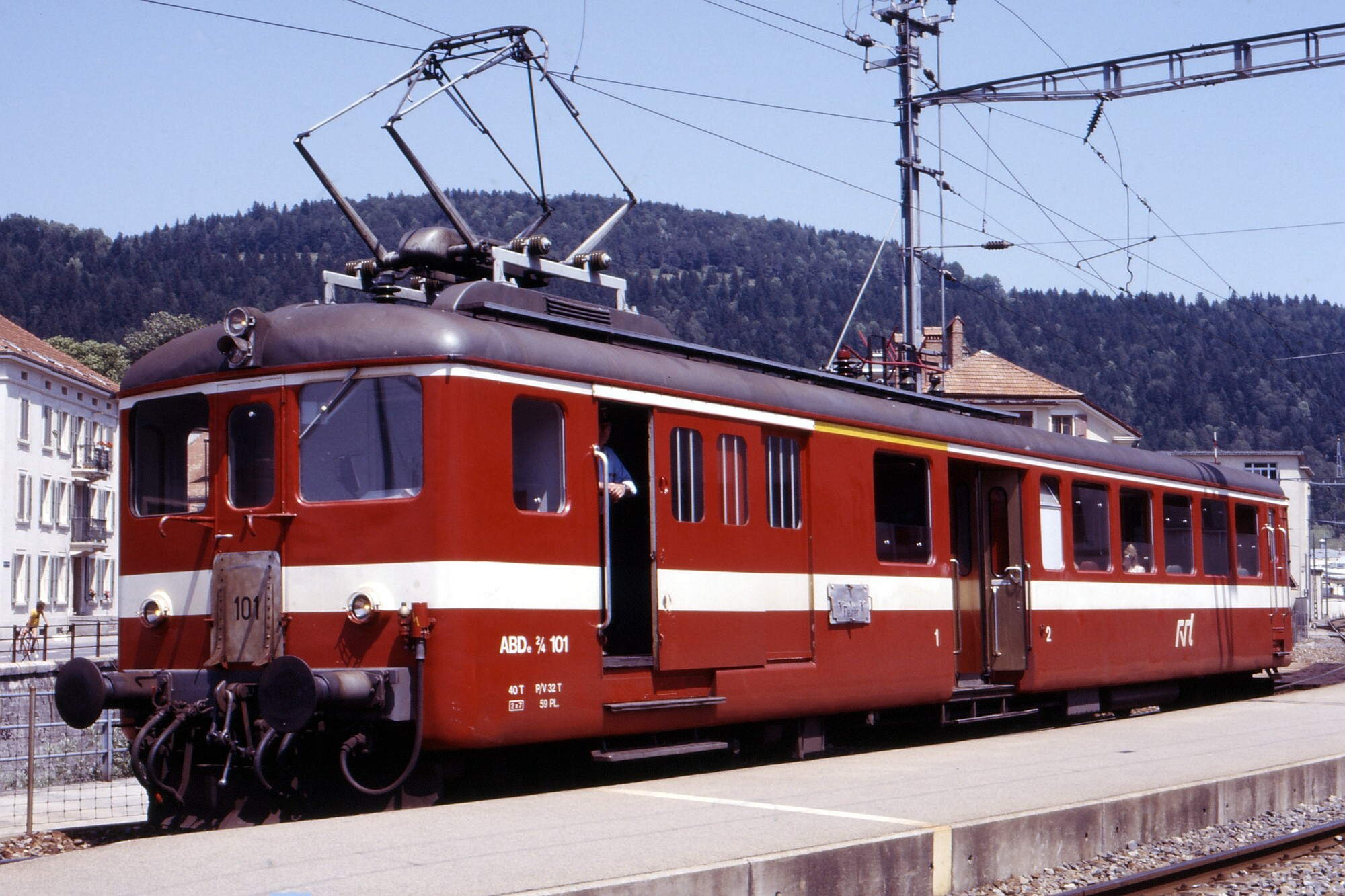
ABDe 2/4 101 in Couvet

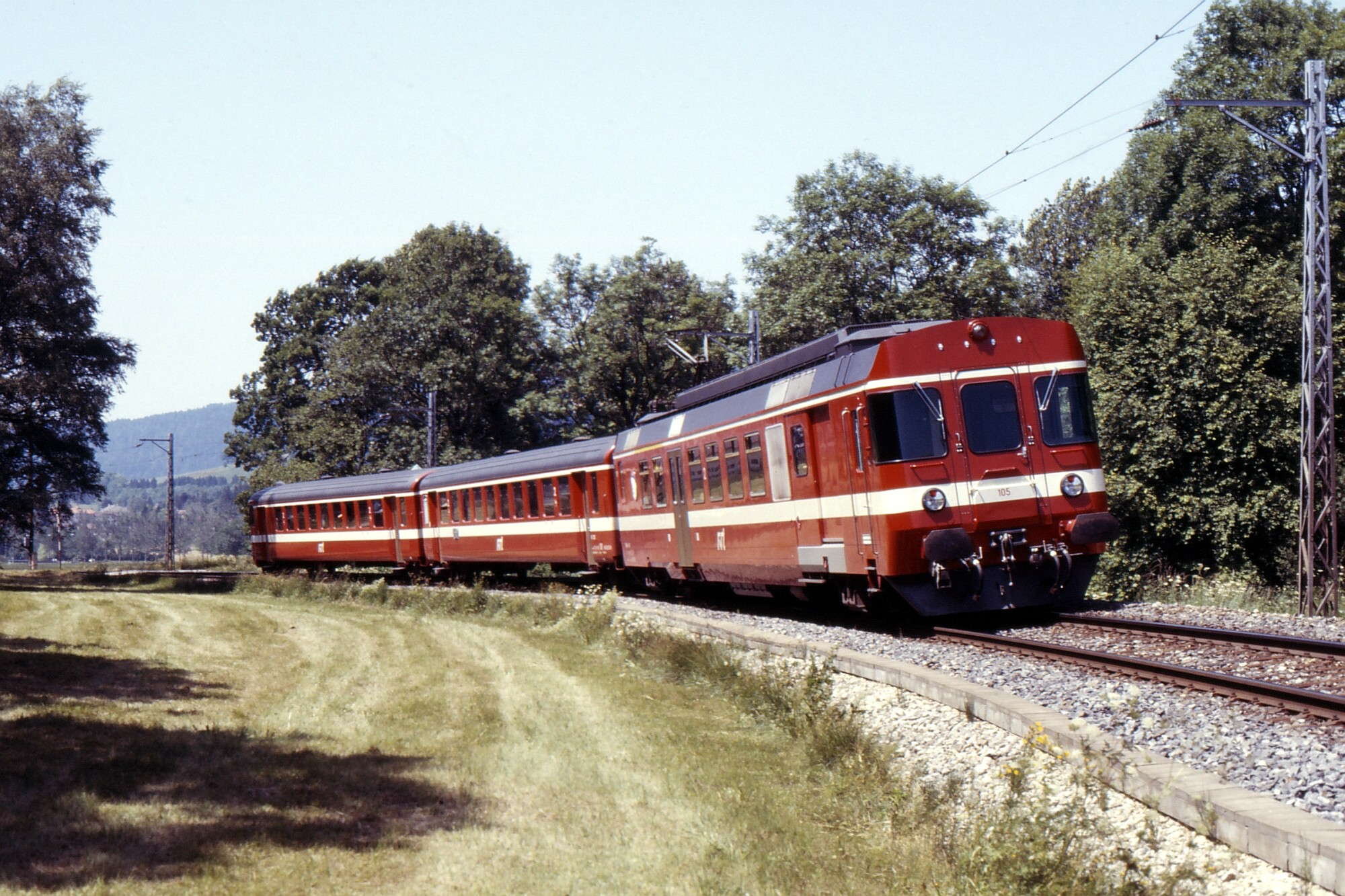
"Historischer Pendelzug" zwischen Môtiers und Couvet (1984)

Die RVT orientierte sich bei Rollmaterialbeschaffungen tendenziell an den benachbarten normalspurigen Privatbahnen. Etliche Fahrzeuge sind daher entweder Anschlussbestellungen, stammen aus vom EAV/BAV koordinierten Gemeinschaftsbestellungen oder wurden untereinander «getauscht».
| Baureihe                                                                               | Baureihe    | Hersteller           | Baujahr     | Herkunft                 | Stückzahl   | Stückzahl   | Ausrangiert                    | Bemerkungen                             |
| Serie                                                                                  | Nummern     | Hersteller           | Baujahr     | Herkunft                 | total       | heute       | Ausrangiert                    | Bemerkungen                             |
| Lokomotiven                                                                            | Lokomotiven | Lokomotiven          | Lokomotiven | Lokomotiven              | Lokomotiven | Lokomotiven | Lokomotiven                    | Lokomotiven                             |
| -------------------------------------------------------------------------------------- | ----------- | -------------------- | ----------- | ------------------------ | ----------- | ----------- | ------------------------------ | --------------------------------------- |
| Be 4/4                                                                                 | (301)01     | ACMV/SAAS            | 1952        |                          | 1           | hist.01     |                                | historisches Fahrzeug                   |
| Triebwagen                                                                             |             |                      |             |                          |             |             |                                |                                         |
| BCFe 2/4 ABDe 2/4                                                                      | (311)0101   | SWS/BBC              | 1944        |                          | 2           | hist.01     | 2006                           | abgebrochen                             |
| BCFe 2/4 ABDe 2/4                                                                      | (312)0102   | SWS/BBC              | 1945        |                          | 2           | hist.01     | historisches Fahrzeug          |                                         |
| ABDe 4/4                                                                               | 103         | SIG/SWS SAAS/BBC/MFO | 1965        |                          | 1           | 0           | 1983                           | EAV-Triebwagen; an MO verkauft          |
| ABDe 537                                                                               | 313         | SIG/SAAS             | 1946        | BN (1994)                | (Üb) 01     | 0           | 2005                           | «Blauer Pfeil»; ex BN 743; abgegeben    |
| RABDe 4/4                                                                              | 104         | SIG/SWS/BBC          | 1983        |                          | 2           | 0           | 1991                           | KTU-NPZ; an GFM verkauft                |
| RABDe 4/4                                                                              | (315)0105   | SIG/SWS/BBC          | 1983        | 2013                     | 2           | 0           | KTU-NPZ; an Travys verkauft    |                                         |
| RBDe 4/4                                                                               | (316)0106   |                      | 1985        |                          | 2           | 1           |                                | KTU-NPZ; an TPF (2004–2013) vermietet   |
| RBDe 4/4                                                                               | (317)0107   | 1991                 | 2018        | KTU-NPZ; an DSF verkauft | 2           | 1           |                                |                                         |
| RABe 527                                                                               | 321–322     | BT/Alstom            | 2002–2003   |                          | 1           | 0           | 2008–2009                      | Nina; an BLS verkauft                   |
| RABe 527                                                                               | 331         | Stadler              | 2007        |                          | 3           | 3           |                                | Flirt                                   |
| RABe 527                                                                               | 332–333     | Stadler              | 2009        |                          | 3           | 3           |                                | Flirt                                   |
| RABe 523                                                                               | 074–077     | Stadler              | 2017        |                          | 4           | 4           |                                | Flirt (Typ SBB)                         |
| Steuerwagen                                                                            |             |                      |             |                          |             |             |                                |                                         |
| Bt                                                                                     | 201         | SWP                  | 1964        |                          | 3           | 0           | 1985                           | EAV (EW I); an MO verkauft              |
| Bt                                                                                     | 202         | SWP                  | 1964/1983   | 2013                     | 3           | 0           | EAV (EW I); an Travys verkauft |                                         |
| Bt                                                                                     | 203         | SWP                  | 1964/1983   | 1992                     | 3           | 0           | EAV (EW I); an GFM verkauft    |                                         |
| ABt                                                                                    | 204         |                      | 1985        |                          | 3           | 1           |                                | KTU-NPZ; an TPF (2004–2013) vermietet   |
| ABt                                                                                    | 205         | 1991                 | 2018        | KTU-NPZ; an DSF verkauft | 3           | 1           |                                |                                         |
| ABt                                                                                    | 206         | 1991                 | 2006        | KTU-NPZ; an TPF verkauft | 3           | 1           |                                |                                         |
| Personenwagen                                                                          |             |                      |             |                          |             |             |                                |                                         |
| B                                                                                      | 301         | FFA                  | 1965        |                          | 2           | 1           | 2013                           | EW I; an Travys verkauft                |
| B                                                                                      | 302         | FFA                  | 1965/2005   |                          | 2           | 1           | EW I; Umbau zu B Jumbo         |                                         |
| B                                                                                      | 304         | SWP/SIG              | 1985        |                          | 4           | 1           | 2008                           | «B Lego»; an Travys verkauft/vermietet? |
| B                                                                                      | 305–306     | SWP/SIG              | 1992        | 2018                     | 4           | 1           | «B Lego»; an DSF verkauft      |                                         |
| B                                                                                      | 307         | SWP/SIG              | 1992        |                          | 4           | 1           | «B Lego»                       |                                         |
| Rangierlokomotiven und Traktoren                                                       |             |                      |             |                          |             |             |                                |                                         |
| Te 4/4                                                                                 | 11          | SWS/BBC              | 1910/1949   | MO (1966)                | (Üb)01      | 0           | 1978                           | ex MO BCFe 4/4 1; an CJ abgegeben       |
| Üb = Übernahme aus fremden Bestand (Gebrauchtfahrzeug); Um = Umbau aus eigenem Bestand |             |                      |             |                          |             |             |                                |                                         |

AnmerkungenDie Garnitur RBDe 567 316 + ABt 204 war von 2004 bis 2013 langfristig an TPF vermietet, wurde von dieser modernisiert und trug die TPF-Lackierung.
Be 4/4 1Güterzuglokomotive mit Mittelführerhaus. Bezeichnung (UIC): Be 417 301.
BCFe 2/4Bezeichnung ab 1962 ABDe 2/4 101–102. Bezeichnung (UIC): ABDe 537 301–302.
BCFe 4/8 «Blauer Pfeil»Bezeichnung ab 1962 ABDe 4/8. Bezeichnung (UIC): ABDe 537 313. Nach Ausrangierung 2005, an Unternehmen in St. Sulpice abgegeben; nicht rollfähig abgestellt.
RABDe 4/4 «Privatbahn-NPZ»104 und 105 mit zwei Führerständen und Stirnwandtüren. Bezeichnung (UIC): RABDe 537 315; nach Deklassierung RBDe 567 315.
RBDe 4/4 «Privatbahn-NPZ»106 und 107 mit einem Führerstand ohne Stirnwandtüre. Bezeichnung (UIC): RBDe 567 316–317.
Bt 201–203Steuerwagen zu EAV-Triebwagen und ABDe 2/4. Umbau (1983) von Bt 202 und Bt 203 zu Steuerwagen für NPZ-Triebwagen. Umbau (1997) von Bt 202 in ABt 202.
B 302Einheitswagen I, Umbau (2005) zu B Jumbo.

### Ausser Dienst gestelltes Rollmaterial
Auswahl.
Dieseltriebwagen

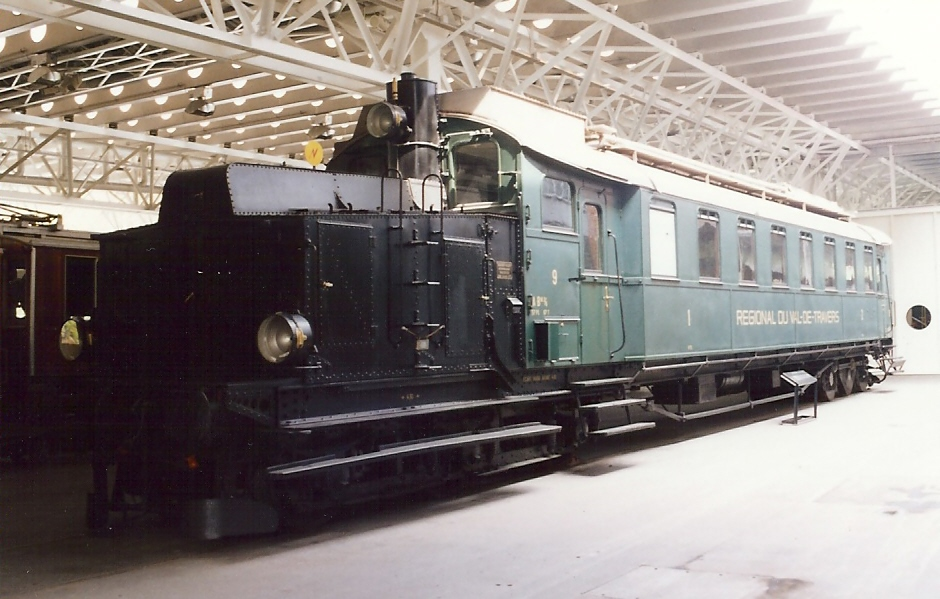
RVT ABm 2/5 Nummer 9

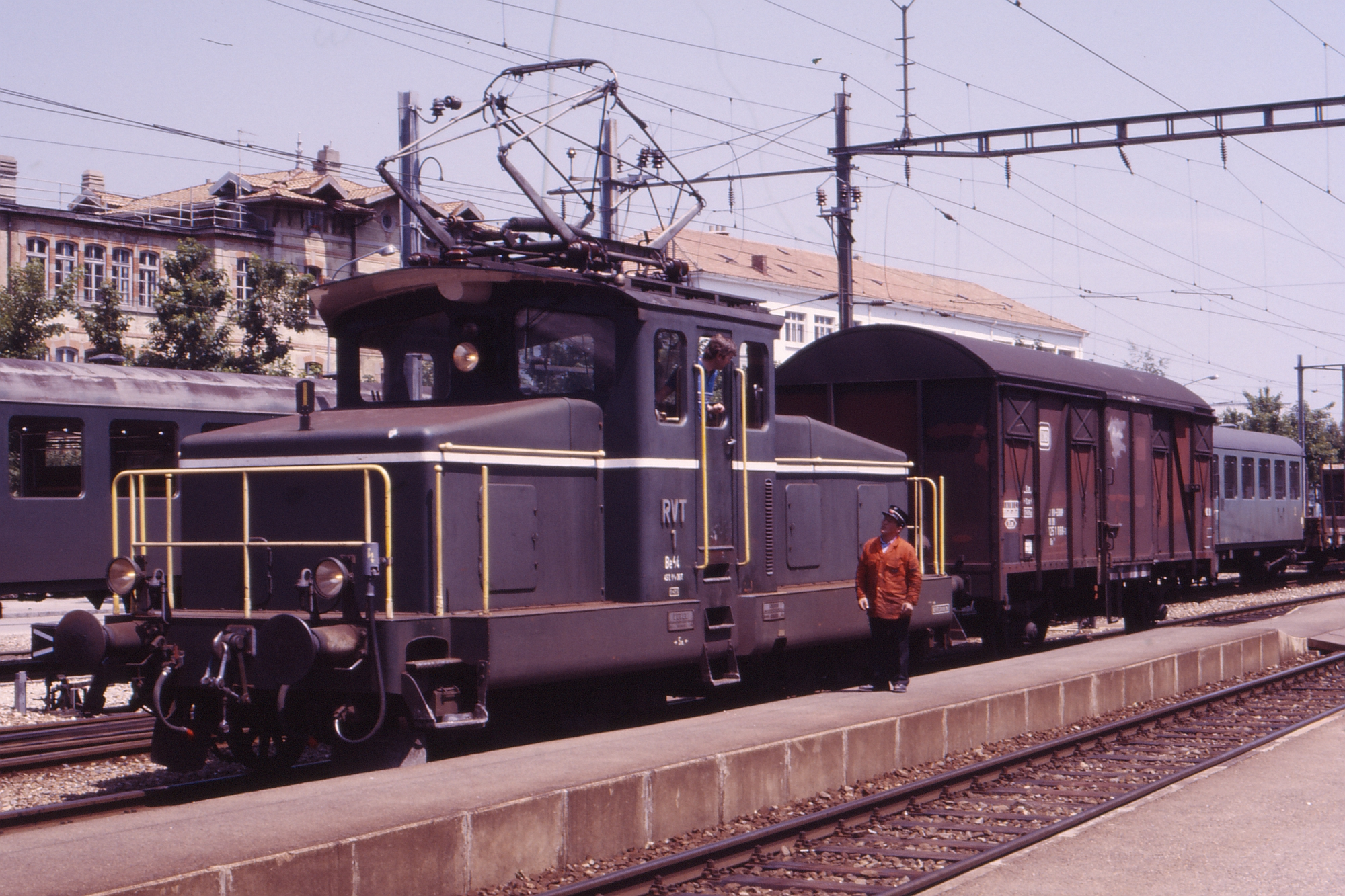
RVT Be 4/4 in Fleurier Nummer 1

- BCm 2/5 8–9, 1924–1938 bzw. 1965 im Dienst, ab 1956 als ABm 2/5 9, erbaut 1914 für die Sächsische Staatseisenbahn
Nummer 9 im Verkehrshaus Luzern ausgestellt.

Dampftriebwagen
- BCm 2/2 10, 1917–1946 im Dienst, erbaut als BCFZm 2/2 21 für die Rorschach-Heiden-Bahn, erst 1922 umnummeriert.[2]
- CFm 1/2 1, 1939–1946 im Dienst, erbaut 1907 als Nr. 301 für die Kgl. Preuß. Militäreisenbahn, 1921 von der DRG verkauft und 1922 nach Umbau bei der Sensetalbahn als Cm 1/2 in Betrieb genommen, 1927 umgebaut.[3][4][5]

Elektrische Triebfahrzeuge
- Be 4/4 1
für Güterzüge auch vor Personenzügen eingesetzt.
- Te 4/4, ex MO ABDe 4/4 1
wurde 1978 an CJ abgegeben, die Teile für den De 4/4 Nummer 111 verwendete.

Dampflokomotiven
- E 2/2 1–2 (1883)
Hersteller: SLM, Ausrangierung 1916 und 1908
- E 2/2 3–4 (1886 und 1892)
Hersteller: Maschinenfabrik Mülhausen, Ausrangierung 1916
- E 3/3 5–6 (1913)
Heissdampflokomotive von Krauss & Cie (München), Ausrangierung 1952 und 1946
- E 3/3 7, ex JS F3 853, ex SBB E 3/3 8573; 1911–1928 im Dienst
verkauft an Von Roll Klus (Nummer 10), ab 1941 in Gerlafingen
heute beim Verein Dampfbahn Bern
- E 3/3 8, ex JS F3 855, ex SBB E 3/3 8575; 1911–1928 im Dienst
verkauft an Von Roll Klus (Nummer 11), ab 1941 in Gerlafingen
- Ed 3/4 9, ex BSB Ed 3/4 52; 1926 übernommen
Ausrangierung 1946